# Юхновський повіт
Юхновський пові́т — історична адміністративно-територіальна одиниця у складі Смоленської губернії Російської імперії. Повітовий центр — місто Юхнов.

## Історія
Повіт утворено 1775 року під час адміністративної реформи імператриці Катерини II у складі Смоленського намісництва під назвою Рупосовський повіт із центром у місті Рупосово.
1777 року центр повіту перенесено до міста Юхнов й назву повіту змінено на Юхновський.
1796 року повіт розформовано.
1802 — поновлено у складі відновленої Смоленської губернії.
1922 року повіт передано до складу Калузької губернії.
Остаточно ліквідований 1927 року за новим адміністративно-територіальним розмежуванням, територія розподілена переважно між Тьомкинським, Угранським і Юхновським районами.

## Населення
Станом на 1859 рік у повіті мешкало 100 915 осіб
За даними перепису 1897 року в повіті населення зросло до 121 143 особи (54 558 чоловіків та 66 585 — жінок), частка росіян сягала 98,8%. У повітовому місті Юхнов мешкало 2249 осіб.

## Адміністративний поділ
На 1913 рік повіт поділявся на 27 волостей:
- Бабиновська;
- Безобразовська
- Бутурлинська;
- Вознесенська;
- Волсто-П'ятницька;
- Воскресенська;
- Вешковська;
- Городищенська;
- Дубровська;
- Желаньинська;
- Знаменська;
- Іллі-Жаденська;
- Кикинська;
- Климовська;
- Краснинська;
- Крутовська;
- Лосминська;
- Митьковська;
- Мочаловська;
- Ольховська;
- Подсосенська;
- Покровська;
- Рубихинська;
- Рупосовська;
- Слободська;
- Сосницька;
- Федотковська.